# Sofia Jarl
Sofia Jarl (tidigare Karlsson), född 25 december 1977, är en svensk politiker (centerpartist) bosatt i Gagnef. Hon var 2010–2014 ordförande i kommunstyrelsen i Gagnefs kommun och är partistyrelseledamot i Centerpartiet. Sedan Centerpartiet i oktober 2018 bildade koalitionen Dalasamverkan, tillsammans med fem andra partier, är hon även regionråd i Region Dalarna och regionstyrelsens 1:e vice ordförande. 
Jarl var 2004–2006 1:e vice förbundsordförande i Centerpartiets Ungdomsförbund (CUF) och är sedan 2016 ordförande i Centerkvinnorna.
Sofia Jarl var, liksom förbundsordförande Fredrick Federley, en av de drivande när CUF 2004 beslutade att vara ett liberalt ungdomsförbund.
Som kommunalråd i Gagnef vann hon 2014 en omröstning i fullmäktige om hon skulle entledigas från sitt uppdrag. Samtidigt nekades hon även ansvarsfrihet för föregående år med knappa röstsiffror. Det fanns dock ett starkt stöd för att hon skulle fortsätta på sin post. Detta efter att hon gett det kommunala bostadsbolaget i uppdrag att köpa en fuktskadad fastighet som skulle hyras av kommunen.